# Giovanni Avossa
Ne doit pas être confondu avec Giovanni D'Avossa.
Giovanni Avossa (Salerne, 1er février 1808 - Naples, 21 avril 1868) est un homme politique italien.

## Biographie
Il a été député et sénateur du royaume d'Italie durant la VIIIe législature.